# Heterorachis idmon
Heterorachis idmon là một loài bướm đêm trong họ Geometridae.